# Carl Fletcher (football, 1980)
Pour les articles homonymes, voir Carl Fletcher.
Carl Neil Fletcher est un footballeur international gallois reconverti en entraîneur, né le 7 avril 1980 à Surrey Heath. Il évoluait au poste de milieu défensif. Il est l'entraîneur du Plymouth Argyle FC de 2011 à 2013. Le 16 octobre 2019, il est nommé le nouvel entraîner du Leyton Orient FC, mais après seulement 29 jours et 5 matches, il est licencié le 14 novembre 2019.